# Chrysanthrax arenosus
Chrysanthrax arenosus är en tvåvingeart som först beskrevs av Daniel William Coquillett 1892.  Chrysanthrax arenosus ingår i släktet Chrysanthrax och familjen svävflugor.
Artens utbredningsområde är New Mexico. Inga underarter finns listade i Catalogue of Life.